# Camille Jenatzy
Camille Jenatzy, belgijski dirkač, * 4. november 1868, Bruselj, Belgija, † 7. oktober 1913, Belgija.
Camille Jenatzy se je rodil 4. novembra 1868 v Bruslju. Leta 1899 je dvakrat popravil kopenski hitrostni rekord, drugič 29. aprila je postal prvi s hitrostjo prek 100 km/h, obakrat z dirkalnikom na električni pogon. Svojo največjo zmago na dirkah je dosegel v sezoni 1903 z zmago na dirki Gordon Bennet Cup. Leta 1913 je umrl v nesreči ob lovu.